# П'єр Рож (плавець)
П'єр Рож (фр. Pierre Roger, 8 грудня 1983) — французький плавець.
Учасник Олімпійських Ігор 2004, 2008 років.
Призер Чемпіонату Європи з водних видів спорту 2002 року.
Призер Чемпіонату Європи з плавання на короткій воді 2008 року.